# Andras Cziotka
Andras Cziotka, conosciuto con il nome Andy (Nyíregyháza, 11 novembre 1938 – Gainesville, 19 novembre 2008), è stato un calciatore ungherese naturalizzato statunitense.

## Biografia
Cziotka lasciò il suo paese natale per gli Stati Uniti d'America a seguito degli avvenimenti che seguirono la rivoluzione ungherese del 1956. Assunta la nazionalità statunitense, vestì la maglia della nazionale di calcio degli Stati Uniti d'America.
Dopo aver abitato a Fort Lauderdale, Florida, si trasferisce a Gainesville nel 1994, ove morirà di neoplasia nel 2008.
Sposò Julianna, che aveva incontrato durante un suo ritorno nella terra natia, da cui ebbe tre figli.

## Carriera

### Club
Di origine ungherese Cziotka militò nei sodalizi statunitensi del Newark Ukrainian Sitch e del New York Hungaria, con si aggiudicò la National Challenge Cup nel 1962, pur non giocando la finale.
Partecipò anche alla CONCACAF Champions' Cup 1963, e la sua squadra fu la prima società statunitense ad ottenere un successo in terra messicana, battendo per 3-2 l'Oro. Con i newyorkesi sarà estromesso dal torneo al turno successivo, eliminato dal Guadalajara.
Nel 1967 passa ai Philadelphia Spartans, società militante in NPSL I. Con gli Spartans ottiene il secondo posto della Estern Division, non riuscendo così a classificarsi per la finale del campionato.

## Nazionale
Naturalizzato statunitense, Cziotka fu convocato nella nazionale di calcio degli Stati Uniti d'America per disputare le qualificazioni ai Mondiali del 1966. Giocò tutti gli incontri del girone 1 chiuso al secondo posto, posizione che non valse la qualificazione alla fase successiva.

### Cronologia presenze e reti in Nazionale
| Cronologia completa delle presenze e delle reti in nazionale ― Stati Uniti | Cronologia completa delle presenze e delle reti in nazionale ― Stati Uniti | Cronologia completa delle presenze e delle reti in nazionale ― Stati Uniti | Cronologia completa delle presenze e delle reti in nazionale ― Stati Uniti | Cronologia completa delle presenze e delle reti in nazionale ― Stati Uniti | Cronologia completa delle presenze e delle reti in nazionale ― Stati Uniti | Cronologia completa delle presenze e delle reti in nazionale ― Stati Uniti | Cronologia completa delle presenze e delle reti in nazionale ― Stati Uniti |
| Data                                                                       | Città                                                                      | In casa                                                                    | Risultato                                                                  | Ospiti                                                                     | Competizione                                                               | Reti                                                                       | Note                                                                       |
| -------------------------------------------------------------------------- | -------------------------------------------------------------------------- | -------------------------------------------------------------------------- | -------------------------------------------------------------------------- | -------------------------------------------------------------------------- | -------------------------------------------------------------------------- | -------------------------------------------------------------------------- | -------------------------------------------------------------------------- |
| 7-3-1965                                                                   | Los Angeles                                                                | Stati Uniti                                                                | 2 – 2                                                                      | Messico                                                                    | Qual. Mondiali 1966                                                        | -                                                                          |                                                                            |
| 12-3-1965                                                                  | Città del Messico                                                          | Messico                                                                    | 2 – 0                                                                      | Stati Uniti                                                                | Qual. Mondiali 1966                                                        | -                                                                          |                                                                            |
| 17-3-1965                                                                  | San Pedro Sula                                                             | Honduras                                                                   | 0 – 1                                                                      | Stati Uniti                                                                | Qual. Mondiali 1966                                                        | -                                                                          |                                                                            |
| 21-3-1965                                                                  | Tegucigalpa                                                                | Honduras                                                                   | 1 – 1                                                                      | Stati Uniti                                                                | Qual. Mondiali 1966                                                        | -                                                                          |                                                                            |
| Totale                                                                     |                                                                            | Presenze                                                                   | 4                                                                          |                                                                            | Reti                                                                       | 0                                                                          |                                                                            |

## Palmarès
- National Challenge Cup: 1

New York Hungaria: 1962